# Benetton B189
La Benetton B189/B189B era una vettura da corsa di Formula Uno disegnata da Rory Byrne e utilizzata dal team Benetton nella stagione di Formula Uno del 1989. L'auto ha sostituito il B188 che era stato in uso dalla stagione del 1988. La vettura è stata guidata dai piloti italiani Alessandro Nannini ed Emanuele Pirro.
Caratterizzata da un musetto assai basso e una livrea multicolore verde, rossa, giallo e blu, fu utilizzata per 12 gran premi e ottenne una vittoria con Nannini al gran premio di Giappone 1989.
Una versione modificata della vettura, la B189B, ha corso nelle prime due gare della stagione 1990 di Formula Uno. La vettura è stata nuovamente guidata da Alessandro Nannini che è stato affiancato in Benetton dal tre volte Campione dei piloti del mondo Nelson Piquet, in sostituzione di Pirro.
La B189B è stata sostituita dopo la seconda gara della stagione 1990 dalla B190. La B189B è stata l'ultima Benetton ad utilizzare le prese d'aria su entrambi i lati vicino al pilota: la vettura successiva infatti utilizzava una sola presa d'aria posizionata sopra la testa del guidatore.